# Motorrad-Weltmeisterschaft 1984
Die Motorrad-WM-Saison 1984 war die 36. in der Geschichte der FIM-Motorrad-Straßenweltmeisterschaft.
In den Klassen bis 500 cm³ und bis 250 cm³ wurden zwölf, in den Klassen bis 125 cm³ und bis 80 cm³ elf und bei den Gespannen sieben Rennen ausgetragen.

## Punkteverteilung
| Punktewertung | Punktewertung | Punktewertung | Punktewertung | Punktewertung | Punktewertung | Punktewertung | Punktewertung | Punktewertung | Punktewertung | Punktewertung |
| ------------- | ------------- | ------------- | ------------- | ------------- | ------------- | ------------- | ------------- | ------------- | ------------- | ------------- |
| Platz         | 1             | 2             | 3             | 4             | 5             | 6             | 7             | 8             | 9             | 10            |
| Punkte        | 15            | 12            | 10            | 8             | 6             | 5             | 4             | 3             | 2             | 1             |

In die Wertung kamen alle erzielten Resultate.

## 500-cm³-Klasse

### Teams und Fahrer
| Team                          | Hersteller       | Motorrad                   | Nr.         | Fahrer              | Läufe              |
| ----------------------------- | ---------------- | -------------------------- | ----------- | ------------------- | ------------------ |
| Honda Racing Corporation      | Honda            | Honda NSR 500 Honda NS 500 | 1           | Freddie Spencer     | 2, 4–9             |
| Honda Racing Corporation      | Honda            | Honda NS 500               | 5           | Takazumi Katayama   | 6, 8, 10–12        |
| Honda Racing Corporation      | Honda            | Honda NS 500               | 9           | Ron Haslam          | alle               |
| R.M. Promotions Inc.          | Honda            | Honda NS 500               | 3           | Randy Mamola        | 3–12               |
| Marlboro Team Agostini        | Yamaha           | Yamaha YZR500 (OW76)       | 4           | Eddie Lawson        | alle               |
| Marlboro Team Agostini        | Yamaha           | Yamaha YZR500 (OW76)       | 18 51 53    | Virginio Ferrari    | 1–2, 4–12          |
| Marlboro                      | Yamaha           | Yamaha YZR500 (OW76)       | 28          | Tadahiko Taira      | alle               |
| Heron Team Suzuki             | Harris Suzuki    | Suzuki XR                  | 7           | Barry Sheene        | alle               |
| Heron Team Suzuki             | Harris Suzuki    | unbekannt                  | 45 19 52 35 | Rob McElnea         | 2, 4–6, 10–12      |
| Heron Team Suzuki             | Harris Suzuki    | unbekannt                  | 57          | Mick Grant          | 10                 |
| Cagiva Motor Italia S.p.A     | Cagiva           | Cagiva C9                  | 8           | Marco Lucchinelli   | 1–4, 8             |
| Cagiva Motor Italia S.p.A     | Cagiva           | Cagiva C9                  | 23          | Hervé Moineau       | 6–9, 12            |
| H.B. Suzuki G.P. Team         | Suzuki           | Suzuki XR45                | 10          | Franco Uncini       | 1–5, 10–12         |
| H.B. Suzuki G.P. Team         | Suzuki           | Suzuki XR45                | 15          | Sergio Pellandini   | 1–11               |
| Honda Total                   | Honda            | Honda NS 500               | 11          | Raymond Roche       | alle               |
| Toshiba                       | Suzuki           | unbekannt                  | 12          | Boet van Dulmen     | 1–6, 9–12          |
| Toshiba                       | Suzuki           | unbekannt                  | 45          | Rob Punt            | 2–12               |
| David Attwood                 | Honda            | unbekannt                  | 16          | Keith Huewen        | 2–6, 8–12          |
| Team Elf / Chevallier Johnson | Chevallier-Honda | unbekannt                  | 17          | Didier de Radiguès  | alle               |
| Team Elf / Chevallier Johnson | Chevallier-Honda | unbekannt                  | 30 31       | Christian Le Liard  | 1, 3–5, 8–12       |
| Honda Britain Racing Team     | Honda            | Honda RS 500               | 18 53 33    | Wayne Gardner       | 2, 8–11            |
| Honda Britain Racing Team     | Honda            | Honda RS 500               | 51          | Roger Marshall      | 10                 |
| Dieter Braun Team             | Suzuki           | unbekannt                  | 21          | Klaus Klein         | unbekannt          |
| unbekannt                     | Suzuki           | unbekannt                  | 22          | Lorenzo Ghiselli    | 2, 4–12            |
| Frankonia-Suzuki              | Suzuki           | unbekannt                  | 25          | Wolfgang von Muralt | 2–12               |
| Römer Racing Team             | Honda            | Honda RS 500               | 26          | Reinhold Roth       | alle               |
| Römer Racing Team             | Honda            | Honda RS 500               | 62          | Christoph Bürki     | unbekannt          |
| unbekannt                     | Honda            | unbekannt                  | 30          | Massimo Broccoli    | 1–10, 12           |
| Yashica / Contax              | Suzuki / Yamaha  | unbekannt / unbekannt      | 32          | Brett Hudson        | 1, 3–6, 8–9        |
| Olymp-Hemden Racing           | Honda            | unbekannt                  | 34          | Gustav Reiner       | 1–3, 5, 8–9, 11–12 |
| unbekannt                     | Honda            | unbekannt                  | 35          | Fabio Biliotti      | 3–12               |
| Mitsui Yamaha                 | Yamaha           | unbekannt                  | 37          | Steve Parrish       | 2, 5, 8–12         |
| unbekannt                     | Suzuki           | unbekannt                  | 38          | Leandro Becheroni   | 2–12               |
| unbekannt                     | Suzuki / Honda   | unbekannt                  | 53          | Paolo Ferretti      | 4–7, 10–12         |
| unbekannt                     | Honda            | unbekannt                  | 56          | Louis-Luc Maisto    | unbekannt          |
| Bill Smith Racing             | Yamaha           | unbekannt                  | 113 27      | Chris Guy           | 1–5, 8             |
| Quelle:                       |                  |                            |             |                     |                    |

| Legende         |
| --------------- |
| Stammfahrer     |
| Wildcard-Fahrer |
| Ersatzfahrer    |

### Rennergebnisse
|    | Datum  | Rennen                | Strecke           | Platz 1         | Platz 2         | Platz 3       | Pole-Position   | Schn. Rennrunde |
| -- | ------ | --------------------- | ----------------- | --------------- | --------------- | ------------- | --------------- | --------------- |
| 1  | 19.03. | GP von Südafrika      | Kyalami           | Eddie Lawson    | Raymond Roche   | Barry Sheene  | Freddie Spencer | Barry Sheene    |
| 2  | 15.04. | GP der Nationen       | Misano            | Freddie Spencer | Eddie Lawson    | Raymond Roche | Freddie Spencer | Freddie Spencer |
| 3  | 06.05. | GP von Spanien        | Jarama            | Eddie Lawson    | Randy Mamola    | Raymond Roche | Eddie Lawson    | Eddie Lawson    |
| 4  | 20.05. | GP von Österreich     | Salzburgring      | Eddie Lawson    | Freddie Spencer | Randy Mamola  | Randy Mamola    | Randy Mamola    |
| 5  | 27.05. | GP von Deutschland    | Nürburgring       | Freddie Spencer | Eddie Lawson    | Randy Mamola  | Freddie Spencer | Freddie Spencer |
| 6  | 10.06. | GP von Frankreich     | Le Castellet      | Freddie Spencer | Eddie Lawson    | Randy Mamola  | Freddie Spencer | Freddie Spencer |
| 7  | 17.06. | GP von Jugoslawien    | Rijeka            | Freddie Spencer | Randy Mamola    | Raymond Roche | Freddie Spencer | Freddie Spencer |
| 8  | 30.06. | 54. Dutch TT          | Assen             | Randy Mamola    | Raymond Roche   | Eddie Lawson  | Eddie Lawson    | Eddie Lawson    |
| 9  | 08.07. | GP von Belgien        | Spa-Francorchamps | Freddie Spencer | Randy Mamola    | Raymond Roche | Freddie Spencer | Freddie Spencer |
| 10 | 05.08. | GP von Großbritannien | Silverstone       | Randy Mamola    | Eddie Lawson    | Ron Haslam    | Raymond Roche   | Randy Mamola    |
| 11 | 12.08. | GP von Schweden       | Anderstorp        | Eddie Lawson    | Raymond Roche   | Wayne Gardner | Ron Haslam      | Eddie Lawson    |
| 12 | 02.09. | GP von San Marino     | Mugello           | Randy Mamola    | Raymond Roche   | Ron Haslam    | Raymond Roche   | Randy Mamola    |

### Fahrerwertung
| 1  | Eddie Lawson       | Yamaha         | 142 |
| 2  | Randy Mamola       | Honda          | 111 |
| 3  | Raymond Roche      | Honda          | 99  |
| 4  | Freddie Spencer    | Honda          | 87  |
| 5  | Ron Haslam         | Honda          | 77  |
| 6  | Barry Sheene       | Harris-Suzuki  | 34  |
| 7  | Wayne Gardner      | Honda          | 33  |
| 8  | Boet van Dulmen    | Suzuki         | 25  |
| 9  | Didier de Radiguès | Chevallier-elf | 24  |
| 10 | Virginio Ferrari   | Yamaha         | 22  |
| 11 | Rob McElnea        | Suzuki         | 21  |
| 12 | Sergio Pellandini  | Suzuki         | 16  |
| 13 | Takazumi Katayama  | Honda          | 14  |
| 14 | Franco Uncini      | Suzuki         | 14  |
| 15 | Reinhold Roth      | Honda          | 14  |

| 16 | Tadahiko Taira      | Yamaha         | 10 |
| 17 | Massimo Broccoli    | Honda          | 10 |
|    | Gustav Reiner       | Honda          | 10 |
| 19 | Keith Huewen        | Honda          | 6  |
| 20 | Leandro Becheroni   | Suzuki         | 4  |
| 21 | Christian Le Liard  | Chevallier-elf | 4  |
|    | Wolfgang von Muralt | Suzuki         | 4  |
| 23 | Chris Guy           | Honda          | 2  |
|    | Fabio Biliotti      | Honda          | 2  |
|    | Roger Marshall      | Honda          | 2  |
| 26 | Eero Hyvärinen      | Suzuki         | 2  |
| 27 | Brett Hudson        | Suzuki         | 1  |
|    | Hervé Moineau       | Cagiva         | 1  |
|    | Armando Errico      | Suzuki         | 1  |

### Konstrukteurswertung
Der Konstrukteurstitel wurde Honda zuerkannt.

## 250-cm³-Klasse

### Rennergebnisse
|    | Datum  | Rennen                | Strecke           | Platz 1           | Platz 2          | Platz 3          | Pole-Position        | Schn. Rennrunde     |
| -- | ------ | --------------------- | ----------------- | ----------------- | ---------------- | ---------------- | -------------------- | ------------------- |
| 1  | 19.03. | GP von Südafrika      | Kyalami           | Patrick Fernandez | Christian Sarron | Sito Pons        | Mario Rademeyer      | Patrick Fernandez   |
| 2  | 15.04. | GP der Nationen       | Misano            | Fausto Ricci      | Martin Wimmer    | Wayne Rainey     | Jean-Michel Mattioli | Wayne Rainey        |
| 3  | 06.05. | GP von Spanien        | Jarama            | Sito Pons         | Christian Sarron | Carlos Lavado    | Carlos Cardús        | Jean-François Baldé |
| 4  | 20.05. | GP von Österreich     | Salzburgring      | Christian Sarron  | Toni Mang        | Sito Pons        | Christian Sarron     | Carlos Lavado       |
| 5  | 27.05. | GP von Deutschland    | Nürburgring       | Christian Sarron  | Martin Wimmer    | Manfred Herweh   | Christian Sarron     | Manfred Herweh      |
| 6  | 10.06. | GP von Frankreich     | Le Castellet      | Toni Mang         | Carlos Lavado    | Manfred Herweh   | Christian Sarron     | Toni Mang           |
| 7  | 17.06. | GP von Jugoslawien    | Rijeka            | Manfred Herweh    | Christian Sarron | Jacques Cornu    | Wayne Rainey         | Carlos Lavado       |
| 8  | 30.06. | 54. Dutch TT          | Assen             | Carlos Lavado     | Jacques Cornu    | Manfred Herweh   | Carlos Lavado        | Jacques Cornu       |
| 9  | 08.07. | GP von Belgien        | Spa-Francorchamps | Manfred Herweh    | Sito Pons        | Christian Sarron | Manfred Herweh       | Manfred Herweh      |
| 10 | 05.08. | GP von Großbritannien | Silverstone       | Christian Sarron  | Andy Watts       | Carlos Lavado    | Manfred Herweh       | Christian Sarron    |
| 11 | 12.08. | GP von Schweden       | Anderstorp        | Manfred Herweh    | Christian Sarron | Jacques Cornu    | Manfred Herweh       | Toni Mang           |
| 12 | 02.09. | GP von San Marino     | Mugello           | Manfred Herweh    | Carlos Lavado    | Jacques Cornu    | Carlos Lavado        | Martin Wimmer       |

### Fahrerwertung
| 1  | Christian Sarron     | Yamaha                     | 109 |
| 2  | Manfred Herweh       | Real-Rotax                 | 100 |
| 3  | Carlos Lavado        | Yamaha                     | 77  |
| 4  | Sito Pons            | Cobas-Rotax                | 66  |
| 5  | Toni Mang            | Yamaha                     | 61  |
| 6  | Jacques Cornu        | Yamaha                     | 60  |
| 7  | Martin Wimmer        | Yamaha                     | 47  |
| 8  | Wayne Rainey         | Yamaha                     | 29  |
| 9  | Alan Carter          | Yamaha                     | 25  |
| 10 | Jean-François Baldé  | Pernod                     | 25  |
| 11 | Guy Bertin           | MBA                        | 23  |
| 12 | Thierry Espié        | Chevallier-Yamaha          | 20  |
| 13 | Jean-Michel Mattioli | Chevallier-Yamaha / Yamaha | 19  |
| 14 | Patrick Fernandez    | Yamaha                     | 16  |
| 15 | Iván Palazzese       | Yamaha                     | 16  |

| 16 | Fausto Ricci        | Yamaha      | 15 |
| 17 | Andy Watts          | EMC-Rotax   | 14 |
| 18 | Donnie McLeod       | Yamaha      | 11 |
| 19 | Harald Eckl         | Yamaha      | 10 |
| 20 | Jacques Bolle       | Pernod      | 9  |
| 21 | Teruo Fukuda        | Yamaha      | 8  |
| 22 | Karl Thomas Grässel | Yamaha      | 6  |
|    | Loris Reggiani      | Kawasaki    | 6  |
| 24 | Siegfried Minich    | Yamaha      | 5  |
| 25 | Carlos Cardús       | Cobas-Rotax | 4  |
|    | Maurizio Vitali     | MBA         | 4  |
| 27 | Mario Rademeyer     | Yamaha      | 3  |
|    | Stéphane Mertens    | Yamaha      | 3  |
| 29 | Thierry Rapicault   | Yamaha      | 1  |

### Konstrukteurswertung
Der Konstrukteurstitel wurde Yamaha zuerkannt.

## 125-cm³-Klasse

### Rennergebnisse
|   | Datum  | Rennen                | Strecke      | Platz 1         | Platz 2            | Platz 3           | Pole-Position      | Schn. Rennrunde   |
| - | ------ | --------------------- | ------------ | --------------- | ------------------ | ----------------- | ------------------ | ----------------- |
| 1 | 15.04. | GP der Nationen       | Misano       | Ángel Nieto     | Maurizio Vitali    | Eugenio Lazzarini | Maurizio Vitali    | Ángel Nieto       |
| 2 | 06.05. | GP von Spanien        | Jarama       | Ángel Nieto     | Eugenio Lazzarini  | Hans Müller       | Maurizio Vitali    | Ángel Nieto       |
| 3 | 27.05. | GP von Deutschland    | Nürburgring  | Ángel Nieto     | Luca Cadalora      | Eugenio Lazzarini | Maurizio Vitali    | Eugenio Lazzarini |
| 4 | 10.06. | GP von Frankreich     | Le Castellet | Ángel Nieto     | Eugenio Lazzarini  | August Auinger    | Eugenio Lazzarini  | Ángel Nieto       |
| 5 | 30.06. | 54. Dutch TT          | Assen        | Ángel Nieto     | Eugenio Lazzarini  | Hans Müller       | August Auinger     | Ángel Nieto       |
| 6 | 05.08. | GP von Großbritannien | Silverstone  | Ángel Nieto     | Jean-Claude Selini | Fausto Gresini    | Bruno Kneubühler   | Ángel Nieto       |
| 7 | 12.08. | GP von Schweden       | Anderstorp   | Fausto Gresini  | August Auinger     | Eugenio Lazzarini | Jean-Claude Selini | Fausto Gresini    |
| 8 | 02.09. | GP von San Marino     | Mugello      | Maurizio Vitali | Eugenio Lazzarini  | Fausto Gresini    | Maurizio Vitali    | Ángel Nieto       |

### Fahrerwertung
| 1  | Ángel Nieto        | Garelli     | 90 |
| 2  | Eugenio Lazzarini  | Garelli     | 78 |
| 3  | Fausto Gresini     | MBA-Garelli | 51 |
| 4  | Maurizio Vitali    | MBA         | 45 |
| 5  | August Auinger     | MBA         | 41 |
| 6  | Jean-Claude Selini | MBA         | 33 |
| 7  | Stefano Caracchi   | MBA         | 29 |
| 8  | Luca Cadalora      | MBA         | 27 |
| 9  | Hans Müller        | MBA         | 27 |
| 10 | Bruno Kneubühler   | MBA         | 27 |
| 11 | Johnny Wickström   | MBA         | 20 |
| 12 | Giuseppe Ascareggi | MBA         | 8  |
| 13 | Olivier Liégeois   | MBA         | 8  |

| 14 | Ezio Gianola       | MBA | 7 |
| 15 | Manuel Herreros    | MBA | 6 |
| 16 | Lucio Pietroniro   | MBA | 6 |
| 17 | Alex Bedford       | MBA | 5 |
| 18 | Domenico Brigaglia | MBA | 5 |
| 19 | Henk van Kessel    | MBA | 4 |
| 20 | Hubert Abold       | MBA | 3 |
|    | Håkan Olsson       | MBA | 3 |
| 22 | Neil Robinson      | MBA | 2 |
| 23 | Gerhard Waibel     | MBA | 1 |
|    | Anton Straver      | MBA | 1 |
|    | Jacky Hutteau      | MBA | 1 |

### Konstrukteurswertung
Der Konstrukteurstitel wurde Garelli zuerkannt.

## 80-cm³-Klasse

### Rennergebnisse
|   | Datum  | Rennen             | Strecke           | Platz 1            | Platz 2            | Platz 3        | Pole-Position     | Schn. Rennrunde    |
| - | ------ | ------------------ | ----------------- | ------------------ | ------------------ | -------------- | ----------------- | ------------------ |
| 1 | 15.04. | GP der Nationen    | Misano            | Pier Paolo Bianchi | Stefan Dörflinger  | Hubert Abold   | Ricardo Tormo     | Pier Paolo Bianchi |
| 2 | 06.05. | GP von Spanien     | Jarama            | Pier Paolo Bianchi | Henk van Kessel    | Hans Müller    | Jorge Martínez    | Hubert Abold       |
| 3 | 20.05. | GP von Österreich  | Salzburgring      | Stefan Dörflinger  | Hubert Abold       | Gerhard Waibel | Stefan Dörflinger | Stefan Dörflinger  |
| 4 | 27.05. | GP von Deutschland | Nürburgring       | Stefan Dörflinger  | Pier Paolo Bianchi | Gerhard Waibel | Jorge Martínez    | Jorge Martínez     |
| 5 | 17.06. | GP von Jugoslawien | Rijeka            | Stefan Dörflinger  | Hubert Abold       | Jorge Martínez | Stefan Dörflinger | Stefan Dörflinger  |
| 6 | 30.06. | 54. Dutch TT       | Assen             | Jorge Martínez     | Hans Spaan         | Hubert Abold   | Stefan Dörflinger | Jorge Martínez     |
| 7 | 08.07. | GP von Belgien     | Spa-Francorchamps | Stefan Dörflinger  | Jorge Martínez     | Hans Spaan     | Stefan Dörflinger | Stefan Dörflinger  |
| 8 | 02.09. | GP von San Marino  | Mugello           | Gerhard Waibel     | Jorge Martínez     | Hubert Abold   | Stefan Dörflinger | Jorge Martínez     |

### Fahrerwertung
| 1  | Stefan Dörflinger   | Zündapp    | 82 |
| 2  | Hubert Abold        | Zündapp    | 75 |
| 3  | Pier Paolo Bianchi  | HuVo-Casal | 68 |
| 4  | Jorge Martínez      | Derbi      | 62 |
| 5  | Gerhard Waibel      | Real       | 61 |
| 6  | Hans Spaan          | HuVo-Casal | 47 |
| 7  | Willem Heykoop      | HuVo-Casal | 29 |
| 8  | Hans Müller         | Sachs      | 18 |
| 9  | George Looijesteijn | HuVo-Casal | 16 |
| 10 | Theo Timmer         | HuVo-Casal | 13 |
| 11 | Henk van Kessel     | HuVo-Casal | 12 |

| 12 | Zdravko Matulja     | Ziegler  | 9 |
| 13 | Serge Julin         | Casal    | 7 |
| 14 | Paul Rimmelzwaan    | Harmsen  | 7 |
| 15 | Reiner Scheidhauer  | Seel     | 5 |
| 16 | Reinhard Koberstein | Seel     | 5 |
| 17 | Gert Kafka          | Sachs    | 4 |
| 18 | Mario Stocco        | Lusuardi | 3 |
| 19 | Otto Machinek       | Kreidler | 2 |
| 20 | Claudio Granata     | Garelli  | 1 |
|    | Thomas Engl         | Sachs    | 1 |
|    | Bernd Rossbach      | Casal    | 1 |

### Konstrukteurswertung
Der Konstrukteurstitel wurde Zündapp zuerkannt.

## Gespanne (500 cm³)

### Rennergebnisse
|   | Datum  | Rennen                | Strecke           | Platz 1                             | Platz 2                             | Platz 3                             | Pole-Position                       | Schn. Rennrunde                     |
| - | ------ | --------------------- | ----------------- | ----------------------------------- | ----------------------------------- | ----------------------------------- | ----------------------------------- | ----------------------------------- |
| 1 | 20.05. | GP von Österreich     | Salzburgring      | Egbert Streuer / Bernard Schnieders | Werner Schwärzel / Andreas Huber    | Masato Kumano / Helmut Diehl        | Egbert Streuer / Bernard Schnieders | Egbert Streuer / Bernard Schnieders |
| 2 | 27.05. | GP von Deutschland    | Nürburgring       | Egbert Streuer / Bernard Schnieders | Alain Michel / Jean-Marc Fresc      | Steve Webster / Tony Hewitt         | Rolf Biland / Kurt Waltisperg       | Egbert Streuer / Bernard Schnieders |
| 3 | 10.06. | GP von Frankreich     | Le Castellet      | Rolf Biland / Kurt Waltisperg       | Alain Michel / Jean-Marc Fresc      | Egbert Streuer / Bernard Schnieders | Rolf Biland / Kurt Waltisperg       | Rolf Biland / Kurt Waltisperg       |
| 4 | 30.06. | 54. Dutch TT          | Assen             | Rolf Biland / Kurt Waltisperg       | Egbert Streuer / Bernard Schnieders | Werner Schwärzel / Andreas Huber    | Rolf Biland / Kurt Waltisperg       | Rolf Biland / Kurt Waltisperg       |
| 5 | 08.07. | GP von Belgien        | Spa-Francorchamps | Alain Michel / Jean-Marc Fresc      | Werner Schwärzel / Andreas Huber    | Steve Abbott / Shaun Smith          | Rolf Biland / Kurt Waltisperg       | Rolf Biland / Kurt Waltisperg       |
| 6 | 05.08. | GP von Großbritannien | Silverstone       | Egbert Streuer / Bernard Schnieders | Rolf Biland / Kurt Waltisperg       | Werner Schwärzel / Andreas Huber    | Rolf Biland / Kurt Waltisperg       | Rolf Biland / Kurt Waltisperg       |
| 7 | 12.08. | GP von Schweden       | Anderstorp        | Rolf Biland / Kurt Waltisperg       | Werner Schwärzel / Andreas Huber    | Alain Michel / Jean-Marc Fresc      | Rolf Biland / Kurt Waltisperg       | Rolf Biland / Kurt Waltisperg       |

### Fahrerwertung
| 1  | Egbert Streuer       | Bernard Schnieders | LCR-Yamaha    | 75 |
| 2  | Werner Schwärzel     | Andreas Huber      | LCR-Yamaha    | 72 |
| 3  | Alain Michel         | Jean-Marc Fresc    | LCR-Yamaha    | 65 |
| 4  | Rolf Biland          | Kurt Waltisperg    | LCR-Yamaha    | 57 |
| 5  | Derek Jones          | Brian Ayres        | LCR-Yamaha    | 32 |
| 6  | Masato Kumano        | Helmut Diehl       | LCR-Yamaha    | 39 |
| 7  | Steve Abbott         | Shaun Smith        | Windle-Yamaha | 25 |
| 8  | Steve Webster        | Tony Hewitt        | LCR-Yamaha    | 15 |
| 9  | Markus Egloff        | Urs Egloff         | LCR-Yamaha    | 12 |
| 10 | Theo van Kempen      | Geral de Haas      | LCR-Yamaha    | 12 |
| 11 | Derek Bailey         | Brian Nixon        | LCR-Yamaha    | 10 |
| 12 | Hans Hügli           | Andreas Schütz     | LCR-Yamaha    | 10 |
| 13 | Alfred Zurbrügg      | Martin Zurbrügg    | LCR-Yamaha    | 10 |
| 14 | Rolf Steinhausen     | Wolfgang Kalauch   | Busch-Yamaha  | 7  |
| 15 | Dennis Bingham       | Julia Bingham      | LCR-Yamaha    | 6  |
| 16 | Hein van Drie        | Willem van Dis     | LCR-Yamaha    | 6  |
| 17 | Hansruedi Christinat | Markus Fährni      | LCR-Yamaha    | 4  |
| 18 | Wolfgang Stropek     | Hans-Peter Demling | LCR-Yamaha    | 4  |
| 19 | Mick Boddice         | Chas Birks         | LCR-Yamaha    | 3  |
|    | Mick Barton          | Simon Birchall     | LCR-Yamaha    | 3  |
| 21 | Frank Wrathall       | Phil Spendlove     | LCR-Suzuki    | 2  |
| 22 | Graham Gleeson       | Kurt Rothenbühler  | Windle-Yamaha | 1  |
|    | René Progin          | Yvan Hunziker      | LCR-Yamaha    | 1  |

### Konstrukteurswertung
Der Konstrukteurstitel wurde LCR-Yamaha zuerkannt.

## Verweise